# Dryomys niethammeri
Dryomys niethammeri är en gnagare i släktet trädsovare (Dryomys) som förekommer i Pakistan.

## Utseende
Denna gnagare når en kroppslängd (huvud och bål) av 99 till 103 mm, en svanslängd av cirka 93 mm och en vikt av ungefär 33 g. Den har cirka 21 mm långa bakfötter och 18 till 20 mm långa öron. Den tydligaste skillnaden mellan Dryomys niethammeri och de andra två trädsovare är avvikande detaljer i skallens konstruktion. Pälsen på ovansidan bildas av hår (11 till 13 mm långa) som är mörkgrå vid roten, krämfärgad till ockra i mitten och mörkbrun vid spetsen. Dessutom finns några glest fördelade helt bruna hår (15 till 16 mm långa). Ryggen ser därför ljus gråbrun ut. Undersidan är helt täckt av krämfärgade hår (cirka 5 mm långa). Gränsen mellan de olika pälsfärgerna är ganska tydlig. På varje sida av ansiktet från nosen kring ögat och fram till örat finns en svartbrun fläck och hela mönstret liknar en ansiktsmask. Svansens ovansida har samma färg som ryggen med några ljusare fläckar och med en krämfärgad spets. På undersidan är svansen krämfärgad med några mörkare ställen. Ett ungdjur hade en mera gråaktig päls.

## Utbredning
Arten var fram till 2008 bara känd från tre individer. De var större än Dryomys laniger och godkänns därför som ny art. Individerna fångades i torra skogar som domineras av träd från ensläktet. Regionen ligger i norra provinsen Baluchistan i Pakistan.

## Status
Skogarna i regionen är inte längre sammanhängande. De decimerades genom skogsbruk, etablering av jordbruksmark eller bostadsområden. Även frigående boskapsdjur skadar träden. Hela utbredningsområdet är mindre än 20 000 km². IUCN listar Dryomys niethammeri därför som sårbar (Vulnerable).